# Friedrich Ebert
Friedrich Ebert (Heidelberg, Imperio alemán, 4 de febrero de 1871-Berlín, Alemania (República de Weimar), 28 de febrero de 1925) fue un político socialdemócrata alemán, dirigente del Partido Socialdemócrata de Alemania (SPD) y primer presidente de la República de Weimar, después de la proclamación de la república el 9 de noviembre de 1918 durante la Revolución de Noviembre, durante la cual el SPD, entonces dividido en MSPD y USPD, tenía un papel clave. Es una de las principales figuras políticas de la historia alemana durante el siglo XX, hasta el punto de ser considerado por algunos historiadores como "el padre de la democracia alemana", ya que durante su gestión impulsó políticas públicas y legales que democratizaron el Estado alemán como lo conocemos hoy en día, promulgando innovaciones en su país, como el sufragio universal, la libertad de expresión y de conciencia, las elecciones libres, los derechos fundamentales, entre otros aportes significativos al país.
Ebert fue elegido como líder del SPD a la muerte en 1913 de August Bebel. En 1914, poco después de que asumiera el liderazgo, el partido se dividió profundamente por el apoyo de Ebert a los préstamos de guerra para financiar el esfuerzo bélico alemán en la Primera Guerra Mundial. Ebert, un socialdemócrata moderado, estaba a favor del "Burgfrieden", una política que pretendía suprimir las disputas sobre cuestiones internas entre los partidos políticos en tiempos de guerra para concentrar todas las fuerzas de la sociedad en la conclusión exitosa del esfuerzo bélico. Intentó aislar a quienes se oponían a la guerra en el partido y abogó por una escisión. Cuando Alemania se convirtió en una república al final de la guerra luego de la Revolución de Noviembre, se convirtió en su primer canciller por medio del Consejo de Comisarios del Pueblo, órgano transitorio por la cual convocó las elecciones para conformar la Asamblea Nacional y, posteriormente, promulgar junto a ella la Constitución de Weimar de 1919, la primera de corte federal y republicana en el país.
Sus políticas de entonces estaban dirigidas principalmente a restablecer la paz y el orden en Alemania y a reprimir a la izquierda. Para lograr estos objetivos, se alió con las fuerzas políticas conservadoras y nacionalistas, en particular con la cúpula militar del general Wilhelm Groener y los Freikorps de derecha. Con su ayuda, el gobierno de Ebert aplastó varios levantamientos socialistas, comunistas y anarquistas, así como los de la derecha, incluido el Putsch de Kapp, un legado que le ha convertido en una figura histórica controvertida, a pesar de sus aportes a la sociedad alemana.

## Biografía
Nació en Heidelberg el 4 de febrero de 1871 como hijo de un maestro sastre. A pesar de que quería asistir a la universidad, esto resultó imposible debido a la situación económica de su familia. De 1885 a 1888 estuvo de aprendiz en una guarnicionería. En 1889 pasó un periodo de aprendizaje itinerante. Mientras se encontraba en Mannheim, su tío le puso en contacto con los círculos socialdemócratas y finalmente entró en el partido en 1889. En 1893 empezó a escribir artículos para un diario socialdemócrata de Bremen.
Friedrich Ebert se casó en 1894 con Louise Rump. La pareja tuvo cinco hijos, de los cuales el hijo mayor, Friedrich, sería alcalde de Berlín Este entre 1948 y 1967 y ocuparía importantes puestos en la República Democrática Alemana (RDA).

## Trayectoria
En 1900 fue miembro de la Bürgerschaft de Bremen y presidente del grupo parlamentario del Partido Socialdemócrata Alemán (SPD) en dicho parlamento estatal. En 1905 ingresó al comité del SPD, de 1912 a 1918 fue diputado por esa agrupación y de 1916 a 1918 fue jefe de su bloque en el parlamento alemán. En 1913 falleció el líder socialdemócrata August Bebel, tras lo cual Ebert fue elegido líder del SPD (el 20 de septiembre de 1913, junto con Hugo Haase).
Aunque, cuando en 1914 estalló la Primera Guerra Mundial, Ebert inicialmente se opuso a la contienda, lo cierto es que el SPD apoyó de hecho el esfuerzo bélico alemán aprobando los créditos para la guerra en el Parlamento, lo que fue entendido por el ala izquierda del partido como una traición al pueblo y un gesto de tendencia claramente del lado de la reacción. A la larga, estas tensiones en el seno del SPD acabarían provocando una escisión en el partido similar a la de los bolcheviques, dando lugar al luego denominado Partido Socialdemócrata Independiente de Alemania (USPD). En enero de 1918, cuando los obreros de las fábricas de municiones de Berlín fueron a la huelga, Ebert se unió a los huelguistas, pero se esforzó duramente para que los huelguistas volvieran al trabajo lo antes posible. Esto le valió para ser acusado desde la izquierda como un "traidor de la clase obrera" y desde la derecha como un "traidor a la patria".
Tras la derrota alemana en la guerra, Ebert encabezó el Gobierno provisional que negoció los principales apartados del Tratado de Versalles en 1919. Amenazado tanto por la izquierda como por la derecha, el llamado «pacto Ebert-Groener» con el ejército le permitió derrotar a la Liga Espartaquista. Reunida la Asamblea Nacional en la ciudad de Weimar, fue elegido presidente de la República en 1919.

## Presidencia de Alemania

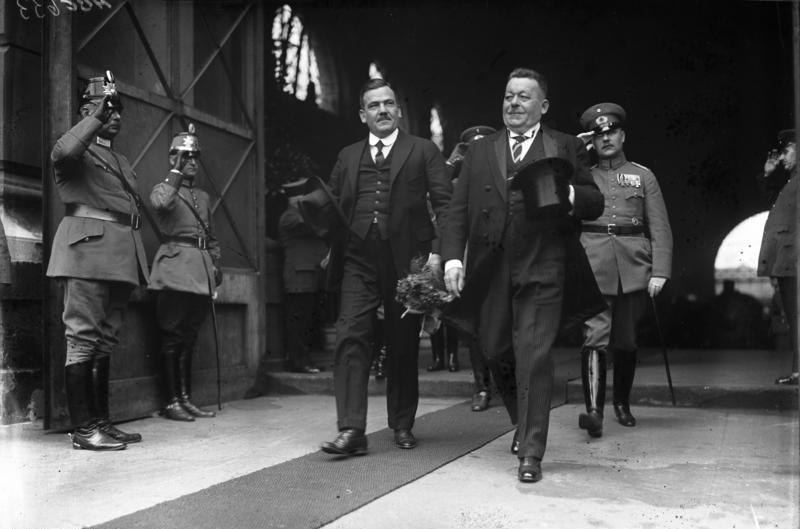
Ebert con el presidente electo de México, Plutarco Elías Calles en agosto de 1924.

Como presidente, una de las primeras tareas de Ebert fue aconsejar a la Asamblea Nacional que aprobaran el Tratado de Versalles que se acababa de firmar con las Potencias aliadas, lo que esta hizo el 9 de julio de 1919 por una gran mayoría. La aprobación del tratado fue considerada como una humillación y un "Diktat" (dictado) por muchos alemanes, lo que le granjeó una enorme impopularidad en su cargo recién estrenado. Por este motivo, y en parte debido a la inestabilidad de la época, el Reichstag amplió su mandato presidencial hasta el 25 de junio de 1925.
Mientras tanto, en algunas partes del país continuaba la guerra civil iniciada tras el Levantamiento Espartaquista. Con las elecciones de enero de 1919, el Gobierno de la "Coalición de Weimar" (formada por el SPD, el Zentrum y el DDP) había recuperado la legitimidad democrática, por lo cual consideró que las fuerzas revolucionarias habían perdido toda legitimidad. Ebert y el ministro de Defensa Gustav Noske emplearon a los Freikorps para derrotar a los Consejos obreros, así como para restaurar la ley y el orden.
En 1920 la situación no mejoró especialmente: Ebert tuvo que responder tanto al golpe de Estado de Kapp en Berlín, de tendencia derechista, como al Levantamiento obrero del Ruhr, originado como respuesta al Golpe de Estado en la capital. Solamente tras el envío del Reichswehr y unidades especiales pudieron ser suprimidos ambos movimientos. En noviembre de 1923 debió hacer frente al Putsch de Múnich organizado por Adolf Hitler y el entonces minoritario grupo de los nacionalsocialistas. Sin embargo, el movimiento fue rápidamente aplastado por las fuerzas del Orden y los principales líderes nazis arrestados. Debido a esta situación enormemente convulsa, entre 1919 y 1924 Ebert empleó sus poderes especiales como presidente hasta en un total de 134 veces.

## Fallecimiento

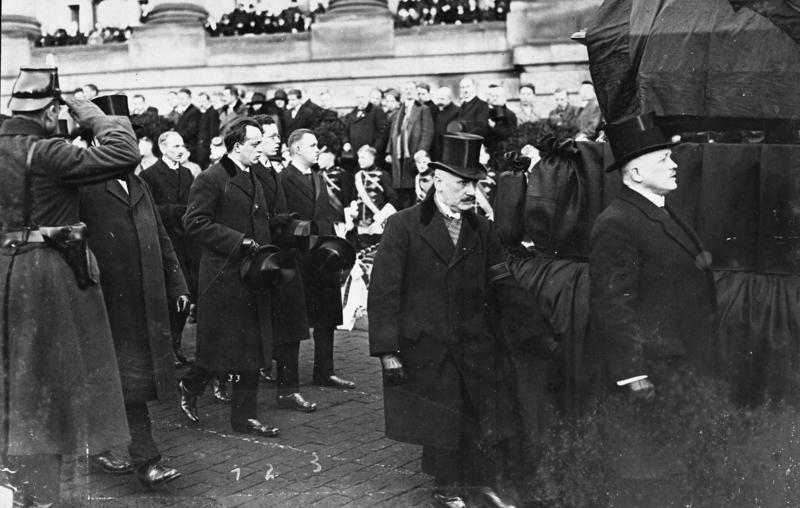
Funeral de Ebert. Inmediatamente tras el féretro, se encuentra su hijo Friedrich.

Ebert sufría de colelitiasis y de frecuentes ataques de colecistitis. Aquejado del estrés al que le sometía su cargo, estas otras constantes afecciones le debilitaron considerablemente durante la época de su presidencia. A mediados de febrero de 1925 cayó enfermo de lo que se creyó que podía ser una gripe, pero esta se acabó convirtiendo en una aguda septicemia en la noche del 23 de febrero y tuvo que ser sometido a una apendicectomía de emergencia por el doctor August Bier. Finalmente murió de un choque séptico varios días más tarde, a los 54 años de edad.
El día de su entierro, el arzobispo y cardenal católico Michael von Faulhaber —firme detractor del régimen democrático de Weimar— se negó a que las campanas de los templos de su diócesis repicaran en honor del primer presidente de la República.

## Fundación Friedrich Ebert
La política de Ebert de equilibrio entre las distintas facciones políticas durante la República de Weimar es vista como un importante modelo político en el SPD actual. Hoy en día, la Fundación Friedrich Ebert asociada al SPD, que a su vez es la fundación política más grande y más antigua de Alemania, entre otras cosas, promueve entre los estudiantes su capacidad intelectual y personalidad en nombre de Ebert.